# Heemskerk
Heemskerk este o comună și o localitate în provincia Olanda de Nord, Țările de Jos. 

## Personalități născute aici
- Ernesto Hoost (n. 1965), kickboxer.